# Очамчирский муниципалитет
Очамчи́рский муниципалитет (груз. ოჩამჩირის მუნიციპალიტეტი, абх. Очамчыра амуниципалитет, до 2006 года — Очамчирский район) — формальная административная единица в Грузии. Административный центр — Очамчира.
Фактически располагается на территории Очамчырского и Ткуарчалского районов под контролем частично признанного государства — Республики Абхазии.

## История
Очамчирский район большей частью располагается на территории исторической области Абжуа, являющейся местом формирования и компактного проживания абжуйских абхазов — носителей абжуйского диалекта абхазского языка. В районе 3 армянских и 3 мегрельских села, остальные селения этнически преимущественно абхазские.

## Население
Население сосредоточено в равнинно-предгорной полосе к югу от Кодорского хребта. До грузино-абхазской войны 1992—1993 годов численность абхазского и грузинского населения района была почти равной. После войны перепись населения в Очамчирском муниципалитете правительством Грузии не проводилась ввиду фактического занятия территории Республикой Абхазией — частично признанным государством.